# جون أ. سمون
جون أ. سمون (بالإنجليزية: John A. Smolin) هو فيزيائي أمريكي، ولد في 1967 في نيويورك في الولايات المتحدة.